# Anta de Melriça
Die Anta de Melriça, auch Anta de Melriço,  Anta da Fonte das Mulheres oder  Anta das Mulheres genannt, ist eine Megalithanlage etwa 4 km nordwestlich Castelo de Vide, in der Gemeinde (portugiesisch Freguesia)  Santiago Maior im Kreis (portugiesisch Concelho) Castelo de Vide, Distrikt Portalegre im nordöstlichen Alentejo.
Anta, Mámoa, Dolmen, Orca und Lapa sind die in Portugal geläufigen Bezeichnungen für die ungefähr 5000 Megalithanlagen, die während des Neolithikums im Westen der Iberischen Halbinsel von den Nachfolgern der Cardial- oder Impressokultur errichtet wurden.

## Denkmalpflege
1867–1868 wurde die Anlage durch Pereira da Costa ergraben und publiziert; 1986 führte die Gemeinde Castelo de Vide kleinere Restaurierungsarbeiten durch.
Das Megalithgrab wurde 1910 als Monumento Nacional eingetragen und geschützt.

## Befund
Die polygonale Grabkammer mit einem Durchmesser von bis zu 3,5 m wurde durch sieben Tragsteine (Orthostaten) aus Granit gebildet und ist mit einem dreieckigen Deckstein geschlossen. Drei der ehemals sieben ca. 3 m hohen  Tragsteine wurden noch in situ angetroffen, die übrigen sind weitgehend zerstört.
Die Anlage wurde ohne Korridor errichtet und die ehemalige Überhügelung (Mámoa) des Grabes ist kaum erhalten. Konzentrationen von Granitbruchsteinen verschiedener Größen im Bereich der ehemaligen Mamoa geben der Vermutung Raum, dass es sich hierbei um eine Überhügelung vom Cairn–Typ gehandelt haben könnte.
Anhand ihrer architektonischen Besonderheiten wird die Anta in den Zeitraum vom Endneolithikum bis in die Kupfersteinzeit (3500–2000 v. Chr.) datiert.

## Funde
Über eventuelle Funde der Grabung vom Ende des 19. Jahrhunderts liegen keine Informationen vor.